# Appräsentation
Appräsentation ist ein Begriff der Phänomenologie, der vor allem von Husserl und Schütz geprägt wurde. Übersetzt bedeutet Appräsentation in etwa Mitgegenwärtig-Machen oder Mitvergegenwärtigung.
Diese Mitvergegenwärtigung kann sich einerseits auf Gegenstände oder aber auch auf andere Bewusstseinsleistungen beziehen. Dazu ein Beispiel zur Verdeutlichung:
Betrachtet man ein Haus von der Straße aus, so nimmt man nur die Vorderseite des Hauses wahr. Diese eine Seite – ob üppig oder spärlich ausgestattet – erlaubt uns eine Vorstellung von den anderen, nicht sichtbaren Seiten des Hauses. Es bilden sich automatisch Erwartungen vom ganzen Haus (die stimmen können oder auch nicht). Somit kommt es zur Paarung von einer appräsentierenden und einer appräsentierten Seite.
Die Vorderseite eines Dinges appräsentiert also notwendigerweise dessen Rückseite und zeichnet somit ein (nicht zwangsläufig real existierendes) Bild vor.
Um eine andere Person vollständig zu verstehen, ist einerseits Einfühlungsvermögen nötig, andererseits bedarf es aber auch einer assoziativen Paarung, in der diese andere Person als Alter Ego mitvergegenwärtlicht wird. Appräsentation bedeutet in diesem Zusammenhang also, sich die andere Person als mitgegenwärtig bewusst zu machen und sie als das Ich einer anderen Sphäre zu verstehen.